# Symmela bicoloripes
Symmela bicoloripes är en skalbaggsart som beskrevs av Saylor 1946. Symmela bicoloripes ingår i släktet Symmela och familjen Melolonthidae. Inga underarter finns listade i Catalogue of Life.